# Uramba brunnea
Uramba brunnea är en kräftdjursart som beskrevs av Schmoelzer 1974. Uramba brunnea ingår i släktet Uramba och familjen Porcellionidae. Inga underarter finns listade i Catalogue of Life.